# Gmund am Tegernsee
Gmund am Tegernsee (Gmund a.Tegernsee) er en kommune i Landkreis Miesbach i Regierungsbezirk Oberbayern i den tyske delstat Bayern. Den ligger på nordbredden af Tegernsee ved begyndelsen til floden Mangfall.
Byen er et tysk centrum for fremstilling af bøttepapir. Papirfabrikken Louisenthal GmbH, der er datterselskab af Giesecke & Devrient, fremstiller papir til pengesedler og værdipapirer. Gmund er væsentlig mindre præget af turisme end de andre kommuner ved Tegernsee.
I kommunen er der ud over Gmund landsbyerne Dürnbach, Moosrain, Ostin, St. Quirin, Louisenthal, Eck, Gasse, Festenbach, Finsterwald og Jägerwinkel.
Blandt de mest kendte personer, der har levet i Gmund, hører Reichsführer SS Heinrich Himmler og forbundskansler Ludwig Erhard.

## Geografi
Gmund ligger ved nordenden af Tegernsee ved udkanten af Alperne. Byens banegård har med timeforbindelse til München med Bayerische Oberlandbahn.
Til både Miesbach og Schliersee er der 10 km, til Holzkirchen og Bad Tölz 15 km, til Rosenheim 38 km og til delstatshovedstaden München 46 km. Til nabokommunerne Bad Wiessee, Tegernsee og Rottach-Egern er der ud over busforbindelse (Tegernsee-Ringlinie) også regelmæssig skibsforbindelse over søen.
- Klostergut Kaltenbrunn
- Rådhus